# Дайка

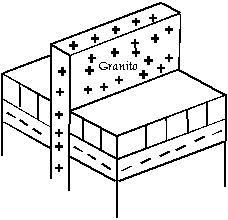
Схема гранитной дайки

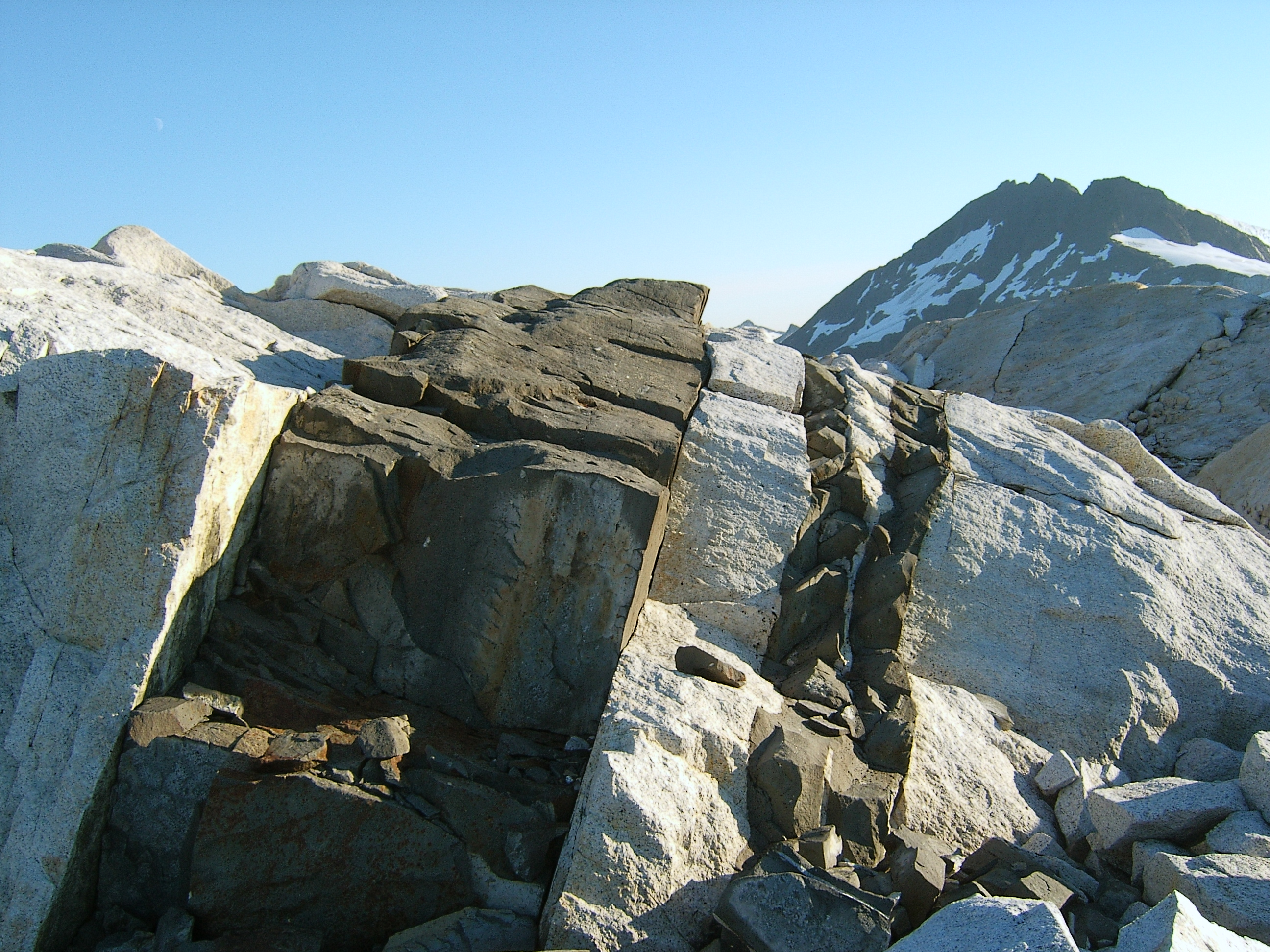
Небольшая дайка на Baranof Cross-Island Trail, Аляска

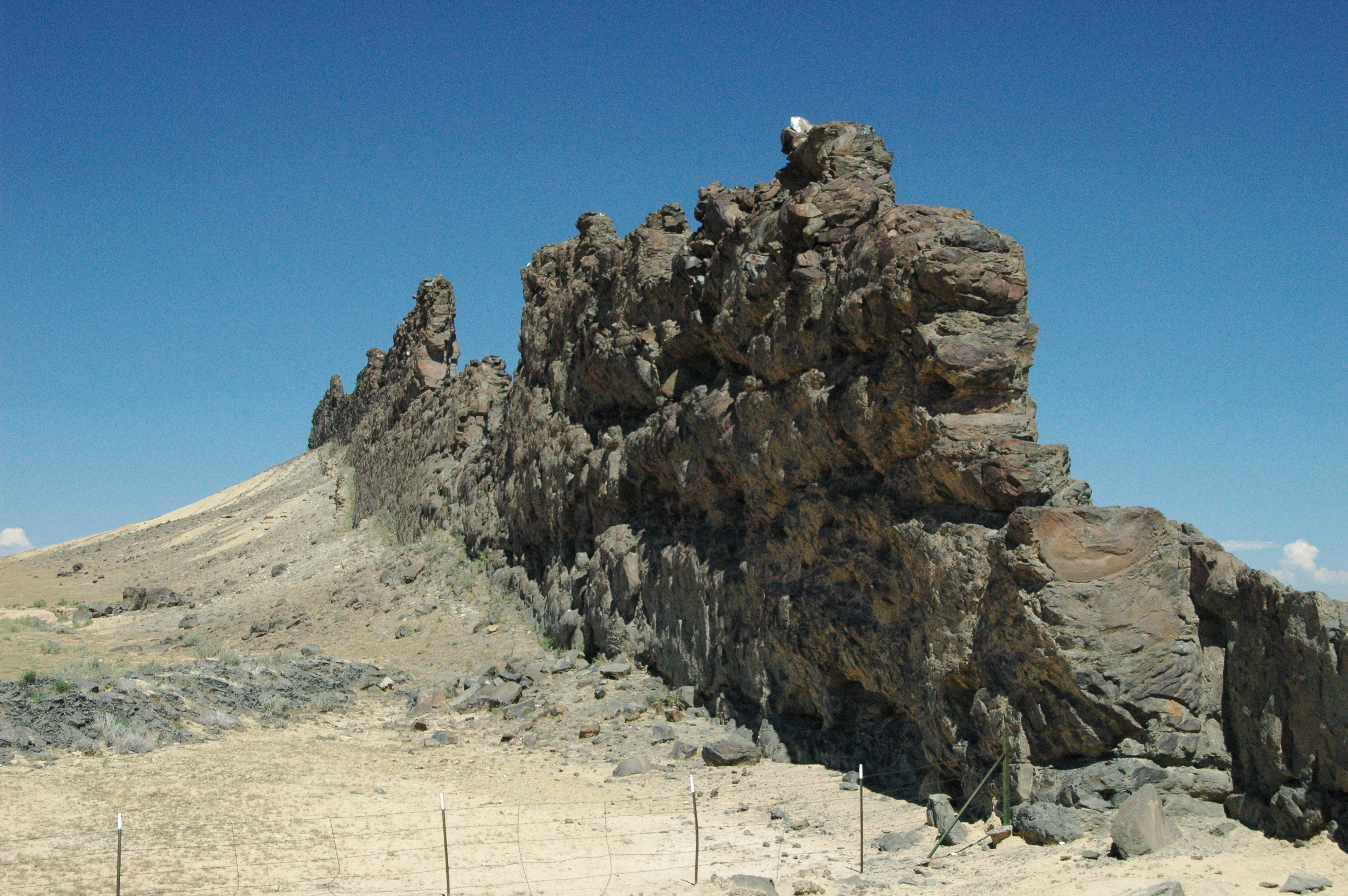
Лампрофировая дайка возле вулканической пробки Шипрок (штат Нью-Мексико, США), обнажённая в результате эрозии, удалившей более мягкие породы.

Да́йка (англ. dike, dyke — стена из камня) — геологический термин, означающий интрузивное тело с секущими контактами, длина которого во много раз превышает ширину, а плоскости эндоконтактов практически параллельны. По сути дайка представляет собой трещину, которая была заполнена магматическим расплавом. Дайки обладают длиной от десятков метров до сотен километров и шириной от нескольких сантиметров до 5—10 км.

## Описание
Дайки относятся к классу малоглубинных (гипабиссальных) интрузий. Породы, их слагающие, имеют средне- мелкозернистые структуры, что связано с быстрым охлаждением и кристаллизацией магмы. Также для даек характерна порфировидная структура, сложенная крупными кристаллами-вкрапленниками (порфирами) и более мелкозернистым агрегатом минералов того же или других видов (основной массой). Появление такой структуры связано со ступенчатой кристаллизацией — сначала более высокотемпературных минералов на глубине, а затем основной, «цементирующей» их массы в процессе подъёма и заполнения трещины.
Дайки характерны для любых областей проявления магматических процессов: ассоциируют с силлами и вулканическими покровами, являются подводящими каналами вулканических аппаратов, прорывают гранитные батолиты на поздних стадиях формирования последних.
Однако наиболее распространены дайки в океанической коре, формирующейся в результате спрединга. Комплекс параллельных даек субвулканических пород основного состава (диабазов, долеритов) является одним из главных индикаторов геодинамической обстановки спрединга.
Многочисленные субпараллельные дайки пород основного состава характерны также для внутриконтинентальных рифтовых зон и пассивных континентальных окраин. Внедрение таких даек является показателем рифтогенеза и раскола континентальной литосферы.
Экзогенные дайки или же экзодайки, возникают благодаря денудационной препарировке уплотненного обломочного материала, наполняющего трещины. Дайки нередко сопровождают интрузивные и эффузивные тела. Могут образовывать пояса с самостоятельными глубинными магматическими очагами.
В гляциологии и четвертичной геологии выделяют также и гляциодайки, как один из случаев гляциодиапиризма.